# 17369 Eremeeva
17369 Eremeeva este o planetă minoră (asteroid), cu un diametru de 6,5 km, din centura de asteroizi. A fost descoperită pe 22 august 1979 la Observatorul La Silla de Claes-Ingvar Lagerkvist⁠(d) și a fost numită după Alina Iosifovna Eremeeva⁠(d). 
Obiectul prezintă o orbită caracterizată de o semiaxă mare de 2,9161359 UAi, o excentricitate de 0,09, o înclinație de 1,05064 ° în raport cu ecliptica.